# 河東郡 (中国)
河東郡（かとう-ぐん）は、中国にかつて存在した郡。秦代から唐代にかけて、現在の山西省南部に設置された。

## 概要
秦のとき、河東郡が立てられた。郡治は安邑に置かれた。
前漢のとき、河東郡は安邑・大陽・猗氏・解・蒲反・河北・左邑・汾陰・聞喜・濩沢・端氏・臨汾・垣・皮氏・長修・平陽・襄陵・彘・楊・北屈・蒲子・絳・狐讘・騏の24県を管轄した。王莽のとき、兆陽郡と改称された。
後漢が建てられると、河東郡の称にもどされた。河東郡は安邑・楊・平陽・臨汾・汾陰・蒲坂・大陽・解・皮氏・聞喜・絳・永安・河北・猗氏・垣・襄陵・北屈・蒲子・濩沢・端氏の20県を管轄した。
晋のとき、河東郡は安邑・聞喜・垣・汾陰・大陽・猗氏・解・蒲坂・河北の9県を管轄した。
北魏のとき、河東郡は安定・蒲坂・南解・北解・猗氏の5県を管轄した。
北周のとき、河東郡は蒲州に属した。
583年（開皇3年）、隋が郡制を廃すると、河東郡は廃止されて、蒲州に編入された。607年（大業3年）に州が廃止されて郡が置かれると、蒲州が河東郡と改称された。河東郡は河東・桑泉・汾陰・竜門・芮城・安邑・夏・河北・猗氏・虞郷の10県を管轄した。
618年（武徳元年）、唐により河東郡は蒲州と改められ、河東・桑泉・猗氏・虞郷の4県を管轄した。742年（天宝元年）、蒲州は河東郡と改称された。758年（乾元元年）、河東郡は蒲州と改称され、河東郡の呼称は姿を消した。